# David Richards (militar)
Sir David Julian Richards (Eastbourne, 1952) foi um general britânico, incumbido de chefiar as tropas internacionais no sul do Afeganistão entre 2006 e 2007, sendo substituído pelo estadunidense Dan K. McNeill. De 2009 a 2010 ocupou o cargo de comandante do Exército Britânico.